# François Blanchy
François Joseph Marie Antoine Blancy (Bordeaux, 12 dicembre 1886 – Saint-Jean-de-Luz, 2 ottobre 1960) è stato un tennista francese.

## Carriera
Arrivò due volte in finale agli Internazionali di Francia, vincendo nel 1923 ma uscendo sconfitto nell'edizione del 1910.

## Finali del Grande Slam

### Singolare

#### Vinte (1)
| Anno | Torneo                            | Superficie  | Avversario in finale | Punteggio          |
| ---- | --------------------------------- | ----------- | -------------------- | ------------------ |
| 1923 | Internazionali di Francia, Parigi | Terra rossa | Max Décugis          | 1-6, 6-2, 6-0, 6-2 |

#### Perse (1)
| Anno | Torneo                            | Superficie  | Avversario in finale | Punteggio          |
| ---- | --------------------------------- | ----------- | -------------------- | ------------------ |
| 1910 | Internazionali di Francia, Parigi | Terra rossa | Maurice Germot       | 1-6, 3-6, 6-4, 3-6 |